# Economia de Goiânia

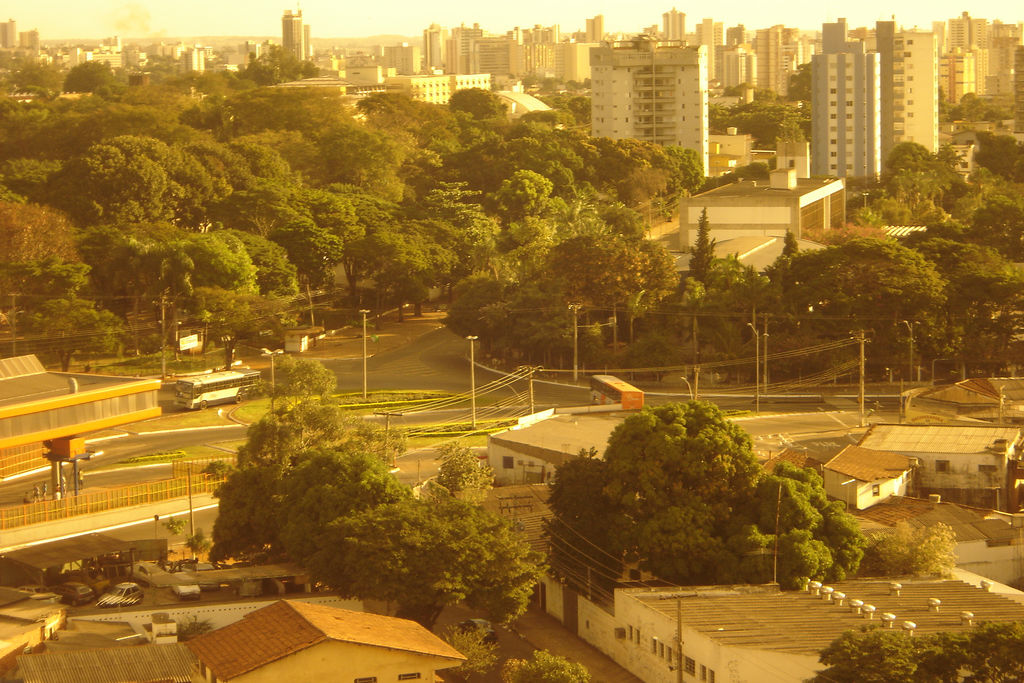
Bairro de Goiânia em 2005.

A economia de Goiânia é uma série de questões levantadas à cerca da cidade de Goiânia, capital do estado de Goiás. O município está entre as metrópoles regionais do Brasil, além de ser uma das maiores cidades de tal país.
Em 2000, segundo o Censo 2000, Goiânia tinha uma participação de quase 3% no PIB nacional, tendo R$ 9,2 mil de renda por capital. Goiânia sedia 10 grandes empresas do Brasil.

## Indicadores socioeconômicos
| PIB (2008)                            | Composição do PIB (2008)               | Composição do PIB (2008)            | Composição do PIB (2008)            | Composição do PIB (2008)                      |
| PIB (2008)                            | Valor adicionado bruto da agropecuária | Valor adicionado bruto da indústria | Valor adicionado bruto dos serviços | Impostos sobre produtos líquidos de subsídios |
| ------------------------------------- | -------------------------------------- | ----------------------------------- | ----------------------------------- | --------------------------------------------- |
| R$ 19,457 bilhões                     | R$ 0,019 bilhão                        | R$ 2,811 bilhões                    | R$ 13,529 bilhões                   | R$ 3,096 bilhões                              |
| Renda per capita, valor mensal (2010) | Variação da renda (2000-2010)          | Pessoas vivendo na miséria (2010)   | Domicílios na miséria (2010)        | Desigualdade econômica (2010)                 |
| R$ 1 268,41                           | 20%                                    | 5 889                               | 0%                                  | 47%                                           |
| 1. 2.                                 |                                        |                                     |                                     |                                               |

## Turismo

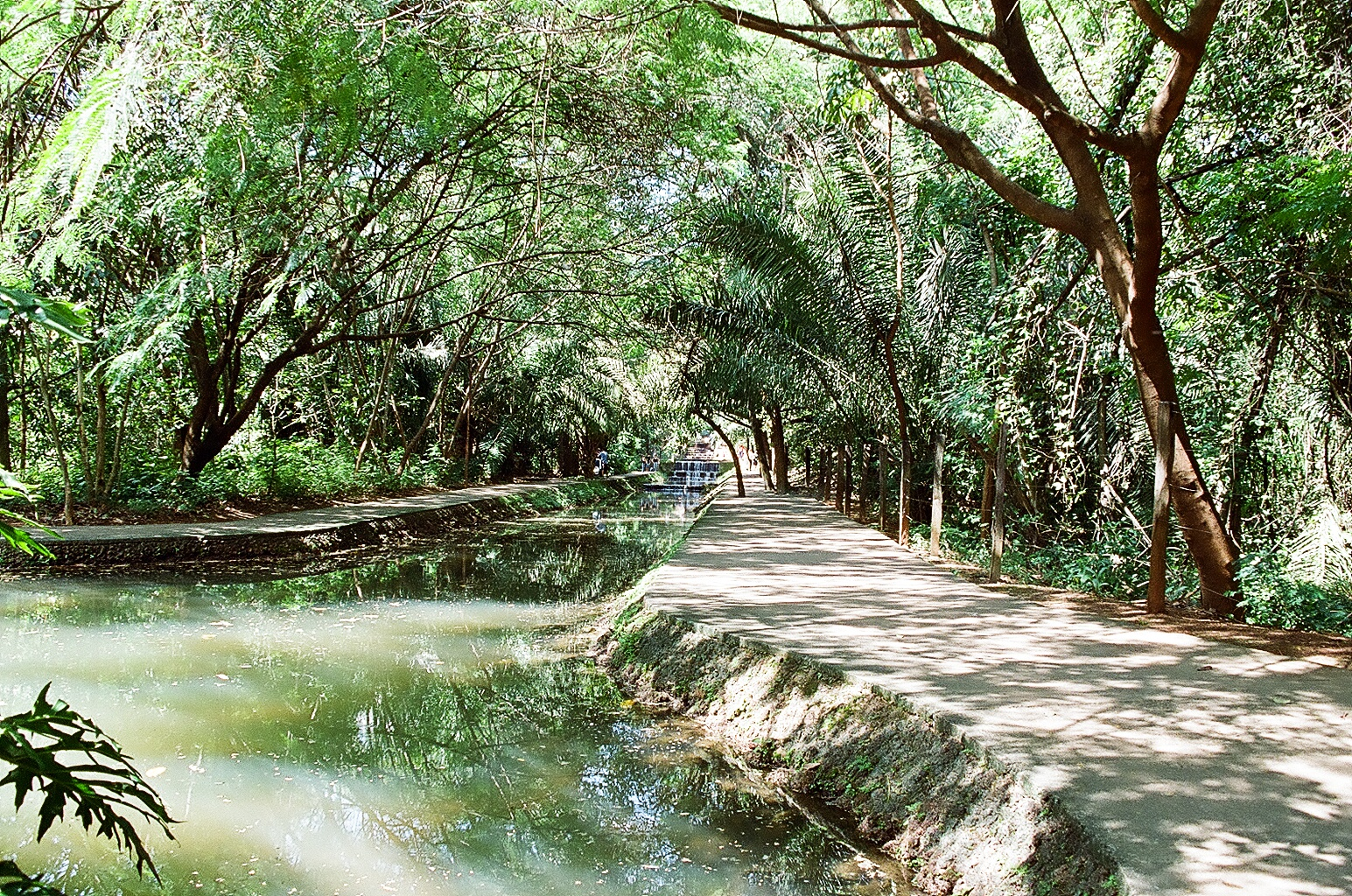
Bosque dos Buritis, um dos principais parques de Goiânia.

A cidade é um dos maiores indutores de turismo na região centro-oeste, tendo vários teatros, parques e opções de lazer. Goiânia conta com várias construções baseadas no art déco, algumas consideradas de grande relevo na cidade. A cidade possui cerca de 30% de seu território contendo áreas verdes, um diferencial da maior parte das capitais brasileiras.